# 波形记忆音源
波形记忆音源是80年代多用的音源类型之一。

## 概要
“波形记忆音源”是指描述电视游戏机等的音源芯片及其发音方式时使用的术语。
虽然是与PCM音源相似的原理构成，但由于在一个周期中使用的样本数很短的使用资源，可以制作丰富多彩的声音，所以是限制的大环境中的硬件实施之一。根据其特性，在1980年代对内存容量的成本很高。如后述，虽然样本数虽然短，但由于具有与PCM相似的特性，也存在进行PCM再生的软件。
虽然和PCM音源的构成相似，但即使只使用很小的周期采样，也能发出丰富多彩的声音。因此在硬件限制很大的环境下实装的多。因为这个特性，此技术多在卡带存储成本很高的80年代使用。和后述的一样，引起具有和PCM音源相似的特性，所以也存在在PCM设备上使用波形记忆音源的播放软件。
随着00年代出现的的芯片音乐变得受欢迎，在音乐家们再次关注本技术的同时，这个词汇也再次开始使用了。

## 特征
虽然被很多人误解是PSG音源，但正如概要里所说，由于是短采样所生成的波形，所以产生类似的音色也是可能的。但PSG音源的自由度是远高于波形记忆音源的。
本类型音源与相似的PCM音源音源比起来，构成原理是更简单的，一个音色所使用的存储最多也只不过32字节罢了。
由于音源是“没有时间上音色变化的简易版合成器”，所以音源声音的高低大小多由主处理器侧控制，而不是由硬件侧直接控制。包络和LFO等的处理都是在软件层面上处理的。另一方面，由于滤波器的处理很复杂，所以波形记忆音源操作上者的实例非常少。
成熟期（『太空翻车鱼』以降）时，通过高速更新波形，在时间层次上的音色变化也可以实现。此外，若在每周期都更新波形的话，就可以像PCM音源一样播放采样的声音了。。
南梦宫曾有一段时间单独在商用游戏里使用波形记忆音源，但在很多环境里除其内置音源以外也作为输出端口和芯片使用了波形记忆音源。作为扩展音源时，和内置音源PSG、pAPU、噪音发生器等组合使用的情况也很多。

## 游戏机主要搭载的波形记忆音源
- 波形记忆音源
  - 科乐美 005289（Bubble System（日语：バブルシステム）搭载）、SCC、SCC-I
  - 南夢宮 C15 、C30 (WSG)、N163（FC用扩展音源[2]）
  - 任天堂 FDS扩展音源
- 含有波形记忆通道的游戏机用音源
  - 任天堂 GB、GBA 通称GB音源
  - 日本电器（NEC） PCE、PC-FX
  - 万代 WS  通称WS音源
  - 任天堂 VIRTUAL BOY

### 各音源规格
- 波形记忆音源的采样数（每周期）
  - 4 - 128 : N106等
  - 32 : SCC、WS等
  - 64 : FDS等

- 波形记忆音源的量化字节数
  - 4 : C15、C30、N163、GB、WS
  - 5 : PCE、PC-FX
  - 6 : FDS
  - 8 : SCC

- 通道数（同时发音数、和弦数）
  - 1 : FDS、GB
  - 5 : SCC
  - 2 - 4 : WS(可指定的左右、中央的音频混响（日语：パンニング (音響)）)
  - 4 - 6 : PCE、PC-FX(左右独立的4位音量寄存器、可发立体声)
  - 1 - 8 : C15(16个寄存器设定可变更同时发音数、音程精度。实际可用3～4个和弦。)
  - 1 - 8 : N163(可指定的左右、中央混响)
  - 8 / 16 : C30(搭载有I型系统的版本可发立体声。)

### C30（南梦宫定制音源）的特征
C30存在有复数个版本，就音量和通道来说，每个波形可选4位单声道、15位单声道、4位立体声。此外，虽然C30可选择8或16个通道（可将其中的四个通道切换为噪音通道），但在16通道模式中有音质差的缺陷。所以通常都使用8通道模式。

### FDS音源的特征
FC磁碟機所采用的FDS扩展音源（由RP2C33组成）可用波形记忆为基础而使用相位变调 (Phase Modulation)技术来实现FM的周波数变调。因此，也算是一种FM音源。科樂美在1987年发售的FDS用游戏软件《愛戦士妮可尔》的说明书中、作为厂商的公式意见，记载有搭载“FM音源”的功能。它是通过(PWM)调制生成输出波形的，作为特征，有很独特的声音。

### SCC音源的特征
SCCで同時発声可能な波形は4つで、チャンネル数より1つ少ない。これは4chと5chが同じ1つの波形データを参照するために起こる。SCC-Iは5つのチャンネルごとに、異なる波形を同時発声可能
。いくつかのリビジョンが存在し、制限は使用するチップにより異なる。

### PCE音源的特征
PCE的音源可通过LTO技术将Ch.0和Ch.1合成为像FM音源那样的调制声音。此外，通过计时器中断技术，可播放相当于7KHZ的5位PCM声音。

### WS音源的特征
WS音源的2通道还可以切换为PCM，4通道亦可切换为噪音。

### 主要使用波形记忆音源的游戏
- 任天堂FDS用软件
  - 由于程序可以控制FDS音源发声，所以自在上推出的塞尔达传说起，很多游戏都利用了此通道。
- 南梦宫商用电视游戏
  - 貓捉老鼠
  - リブルラブル（日语：リブルラブル）
  - 迷宮塔
  - ギャプラス（日语：ギャプラス）
  - 吃豆人世界
  - 打空气II
  - 追赶跑跳蹦
  - バラデューク（日语：バラデューク）
  - モトス（日语：モトス）
  - 天堂鸟 - 发售之后很快就被搭载有FM音源（日语：FM音源）的《天堂鸟DX》取代了。
  - 自那以后的SYSTEM86基板、SYSTEM I基板都搭载有FM音源，所以波形记忆音源的频率变少了。。但像《ワールドスタジアム（日语：ワールドスタジアム）》的主BGM等一样，在很多地方也使用了。此外，虽然《ホッピングマッピー》也搭载有FM音源，但它只使用了波形记忆音源。
- 科樂美商用电视游戏
  - 兵蜂
  - 宇宙巡航艦
  - ギャラクティックウォーリアーズ（日语：ギャラクティックウォーリアーズ）
  - RF-2
  - ヘクシオン（日语：ヘクシオン）
- 科樂美・MSX用游戏软件
  - 宇宙巡航艦2（日语：グラディウス2）、沙羅曼蛇（日语：沙羅曼蛇 (MSX)）、高佛之野望 第II部（日语：ゴーファーの野望 エピソードII）、パロディウス（日语：パロディウス）
  - F1スピリット（日语：F1スピリット） - 和宇宙巡航艦2一起发售，是SCC搭載的第一弹。
  - エルギーザの封印（日语：王家の谷 エルギーザの封印）
  - THEプロ野球 激突ペナントレース（日语：激突ペナントレース）、激突ペナントレース2（日语：激突ペナントレース） - PCM声音也被使用。
  - 魂斗羅
  - スペースマンボウ（日语：スペースマンボウ）
  - メタルギア2 ソリッドスネーク
  - クォース（日语：クォース）
  - スナッチャー、SDスナッチャー（日语：SDスナッチャー）  - フロッピーディスク媒体での発売。ディスクキャッシュ用のRAMとSCC-Iを搭載した付属カートリッジが添付されている。
- PCE
  - 因为是标准搭载的音源，所以以下之列举有特点的游戏。利用Direct D/A模式可作为DAC输出波形。
  - 源平讨魔传 - 由于PCM的使用，街机版几乎所有声音的播放都移植了。
  - ゼビウス ファードラウト伝説（日语：ゼビウス ファードラウト伝説） - 利用PCM实现了鼓等声音的播放。是用编译器生成的。
  - ガンヘッド（日语：ガンヘッド） - 同上。
  - スーパースターソルジャー（日语：スーパースターソルジャー） - 同上。用了HUDSON+KANEKO（日语：カネコ）的驱动。
  - ソルジャーブレイド（日语：ソルジャーブレイド） - 同上。
  - デビルクラッシュ - 擬似FM音源及びサンプリングドラムを駆使したBGMとなっている。
  - フラッシュハイダース（日语：フラッシュハイダース） - 模拟了FM音源的使用，实现了有特征声音的生成。
  - フィーンドハンター（日语：フィーンドハンター） - 实现了本机侧的PCM和CD-ROM侧搭载的ADPCM同时进行的多重播放。
  - 精霊戦士スプリガン（日语：精霊戦士スプリガン） - 同上。
  - マジカルチェイス（日语：マジカルチェイス） - 虽未使用D/A模式，但通过非常细微的波形变换及音量大小的变更，产生了非常好的声音。

## 其它波形记忆音源使用例

### 波形记忆音源仿真器
- Chip32（VST插件。最大同时发音数：8）
- プチコンmkII（日语：プチコンmkII）（采样数：64或128、量化位数：8、最大同时发音数：16）
- 1芯片MSX（SCC-I互换音源。性能以SCC-I为准）
- GXSCC（有预设音色的SMF播放器。可通过调整系统高级命令来使用任意波形）
- FlMML（在Niconico大百科中被称作“ピコカキコ”的MML播放器）
- SiON（《すたどんたん》也采用了本合成器。）
- SCM（以X68000为鼻祖的音源驱动。是以再现SCC声音为目标而开发的软音源。M2 (游戏会社)（日语：M2 (ゲーム会社)）的后续游戏使用了该驱动。GBA用游戏软件《デ・ジ・キャラット でじこミュニケーション》、《でじこミュニケーション2（にょ）》里，可播放高音质的BGM。）

以上收录了部分其他各种游戏机、PC上的音频模拟器。
特别是FIMML、SiON等通过Flash运作的波形记忆音源，由于性能提高，同时发音数也增加了，滤波器、效果器亦可使用。2009年以降，Adobe Flex3及Adobe FlashCS4以降的动态声音生成机能（ActionScript3扩展库之一）的使用，波形记忆音源的模拟成为可能，现在已经有各种各样的合成器被发布了。

## 脚注
1. ↑  裕之氏によるSCCでのソフトウェアPCMの実装例 （页面存档备份，存于） 他にもワンダースワンなどでの実装が存在している。
2. ↑  ナムコのファミコン用MMC搭載音源名として『N106』『N106/163』が用いられる事があるが、「N106と呼ばれるチップは実はN160の事だと思われる」旨を、開発者の石村繁一が雑誌上で述べている。シューティングゲームサイドVol.8「日本のゲームを変えた70～80年代のナムコの技術【後編】ナムコ音源伝説」 （页面存档备份，存于）
3. ↑  .   [2018-12-18]. （原始内容存档于2021-01-10）.
4. ↑  为了再现音源，需要Action script和程序库的配合。“模拟器环境的构建”是有必要的。

## 关联项目
- デジタルシンセサイザー（日语：デジタルシンセサイザー）
- D.W.G.S.音源（日语：D.W.G.S.音源）
- 芯片音乐
- SCC
- 波形メモリ (電子音源の合成方式)（日语：波形メモリ (電子音源の合成方式)）
- 波形メモリ (音源チップ)（日语：波形メモリ (音源チップ)）

Template:デフォルトソート:はけいめもりおんけん